# Sarvar Azimov
Sarvar Olimjonovich Azimov (ros. Сарвар Алимджанович Ази́мов; ur. 20 maja 1923 w Dżyzaku, zm. 11 marca 1994 w Taszkencie) – radziecki pisarz, polityk i dyplomata narodowości uzbeckiej.

## Życiorys
Ukończył Środkowoazjatycki Uniwersytet Państwowy, był doktorem nauk filologicznych, 1949-1954 prowadził działalność naukową w Muzeum Literatury i Instytucie Języka i Historii Akademii Nauk Uzbekistanu, 1954-1956 zastępca kierownika i kierownik wydziału KC Komunistycznej Partii Uzbekistanu. 1957-1959 minister kultury Uzbeckiej SRR, 1959-1969 minister spraw zagranicznych i wicepremier Uzbeckiej SRR, od 20 maja 1969 do 17 października 1974 ambasador nadzwyczajny i pełnomocny ZSRR w Libanie, od 5 grudnia 1974 do 11 lipca 1980 ambasador nadzwyczajny i pełnomocny ZSRR w Pakistanie. 1980-1988 I sekretarz Zarządu Związku Pisarzy Uzbekistanu, sekretarz Zarządu Związku Pisarzy ZSRR, od 1988 ponownie minister spraw zagranicznych Uzbeckiej SRR, od 1990 członek Rady Prezydenckiej Uzbeckiej SRR. Deputowany do Rady Najwyższej Uzbeckiej SRR i do Rady Najwyższej ZSRR. Odznaczony trzema Orderami Czerwonego Sztandaru Pracy, uhonorowany tytułem Zasłużonego Działacza Naukowego Uzbeckiej SRR.